# Matfre Ermengau
Pour les articles homonymes, voir Armengau.
Matfre Ermengau de Béziers, mort en 1322, est un troubadour biterrois écrivant en langue d'oc, peut-être frère franciscain. Il aurait fait des études de droit.

## Présentation
Il est l'auteur d'une Canso, dont la mélodie nous est parvenue, et d'un sirventès moral. Son œuvre la plus célèbre est une somme occitane de 34 735 octosyllabes le Breviari d'Amor (Bréviaire d’amour), dont il a commencé la rédaction en 1288. C'est une vaste compilation encyclopédique écrite dans le seul but de réconcilier l'amour de Dieu avec les amours érotiques chantées par les troubadours. Divisé en quatre parties structurées comme un arbre d'amour, il présente un tableau poétique des progrès des principales connaissances naturelles, philosophiques et scientifiques au treizième siècle.
L'ouvrage est connu par douze codices complets et de nombreux fragments. Il a été traduit en castillan et en dialecte limousin. 
Il commence par une théologie populaire, L'étude de Dieu et la Création, où il explique la création de l'univers par l'action dynamique de l'amour, issu de Dieu. Elle est suivie d'une section intitulée L'étude de la Nature. Il y aborde les modes de dévotion, les tentations qui touchent les chrétiens et les péchés qu'ils doivent éviter. Des exemples sont tirés de la vie quotidienne. Enfin, dans L'amour de Dieu, il résume le credo chrétien, la vie du Christ, et donne plusieurs hagiographies.
La dernière section (8 000 vers) de l'œuvre, Perilhos tractatz d'amor de donas, seguon qu'en han tractat li antic trobador en lurs cansos, est écrite comme un dialogue entre les défenseurs et les détracteurs de l'amour. Elle est nourrie de nombreuses citations de troubadours antérieurs. Ses poètes favoris semblent être Aimeric de Péguilhan, Bernard de Ventadour, Peire Vidal. Après le Perilhos, Matfre inclut une lettre (epistola) à sa sœur, écrite en décasyllabes : Fraires Matfre a sa cara seror.
Il est peut-être l'auteur d'un texte hérésiologique, Manifestation de l'hérésie des Albigeois et des Lyonnais (1210-1215).